# Id quod actum est
Id quod actum est ist ein Begriff der lateinischen Rechtssprache. Er beschreibt den Umstand, dass aufgrund von Unklarheit einer abgegebenen Erklärung die Notwendigkeit besteht, den tatsächlichen Parteiwillen weiter zu erforschen. Der Begriff enthält somit eine Auslegungsmaxime für die Feststellung des Parteiwillens bei Rechtsgeschäften.
Beispielsweise regelt § 133 BGB die Auslegung einer Willenserklärung. Inhaltlich bestimmt die Norm: Bei der Auslegung einer Willenserklärung ist der wirkliche Wille zu erforschen und nicht an dem buchstäblichen Sinne des Ausdrucks zu haften. Die Ermittlung des (id) quod actum (est) ist dem materiellen Zivilrecht zuzuordnen.

## Sonstiges
- Latein im Recht